# Кампо-Ламейро
Кампо-Ламейро (гал. Campo Lameiro, ісп. Campo Lameiro) — муніципалітет в Іспанії, у складі автономної спільноти Галісія, у провінції Понтеведра. Населення — 2084 осіб (2009).
Муніципалітет розташований на відстані близько 470 км на північний захід від Мадрида, 14 км на північний схід від Понтеведри.
Муніципалітет складається з наступних паррокій: О-Кампо, О-Коусо, Фрагас, Моймента, Монтес, Морільяс.

## Демографія
Динаміка населення (INE ):

## Галерея зображень

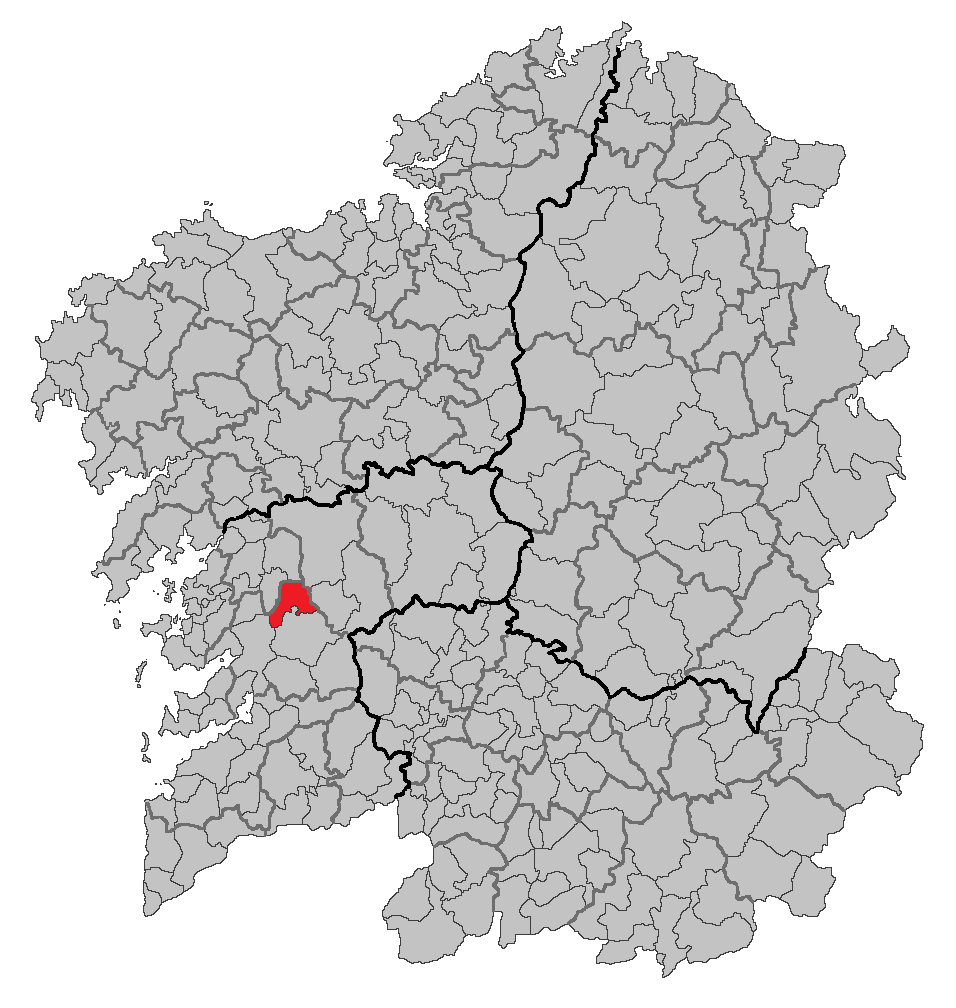
Розташування муніципалітету